# Väsby hage naturreservat

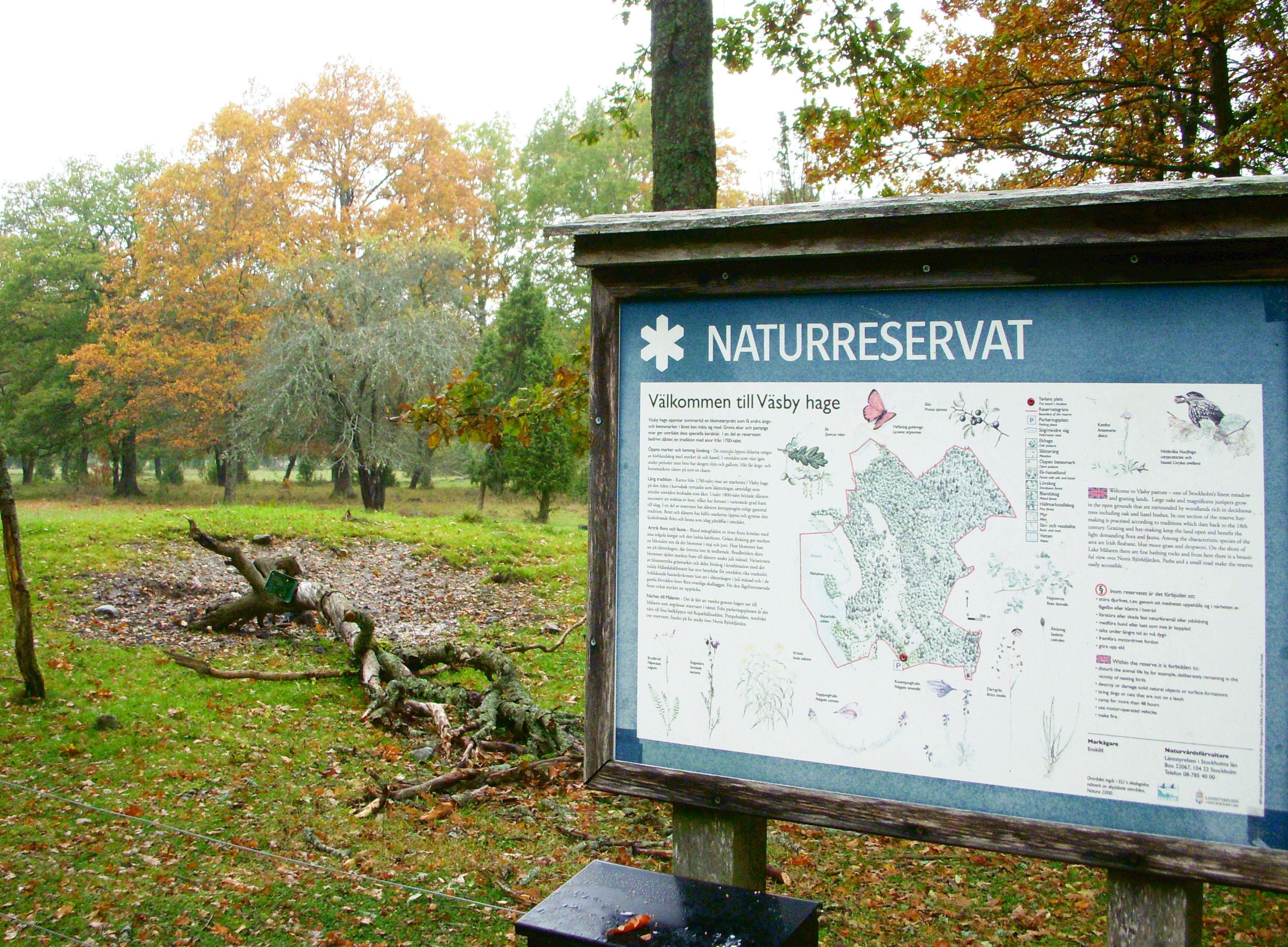
Väsby hage, information

Väsby hage är ett naturreservat som ligger på Munsön i Ekerö kommun. Reservatet, som bildades 1981 omfattar totalt 119 hektar, varav 96 hektar utgör land. Väsby hage är även ett Natura 2000-område. Genom reservatet går vandringsleden Ekerö-Munsöleden.

## Beskrivning
Väsby hage ligger längst ut på nordvästra Munsön och gränser till Svinsundet i Mälaren. En del av landskapet har genom slåtter och djurbete formats av människan sedan 1700-talet. Beten och slåtter bidrog till att hålla marken öppen och gynnade ljuskrävande flora och fauna, som numera är riklig förekommande. Fortfarande idag betas större delen av Väsby hage av kor och får, medan slåtter sker också i en mindre del av reservatet. I området finns stora ekar, enar och hassel. Vid Roparhällsudden i Svinsundet ligger badklippor och själva Ropahällen från vilken man kunds ropa efter en båt innan en färjeförbindelse fanns till Adelsön.
Ändamålet med reservatet är att behålla områdets öppna karaktär och att bevara förutsättningarna för växter och djur samt att underlätta allmänhetens tillträde till området.

## Bilder

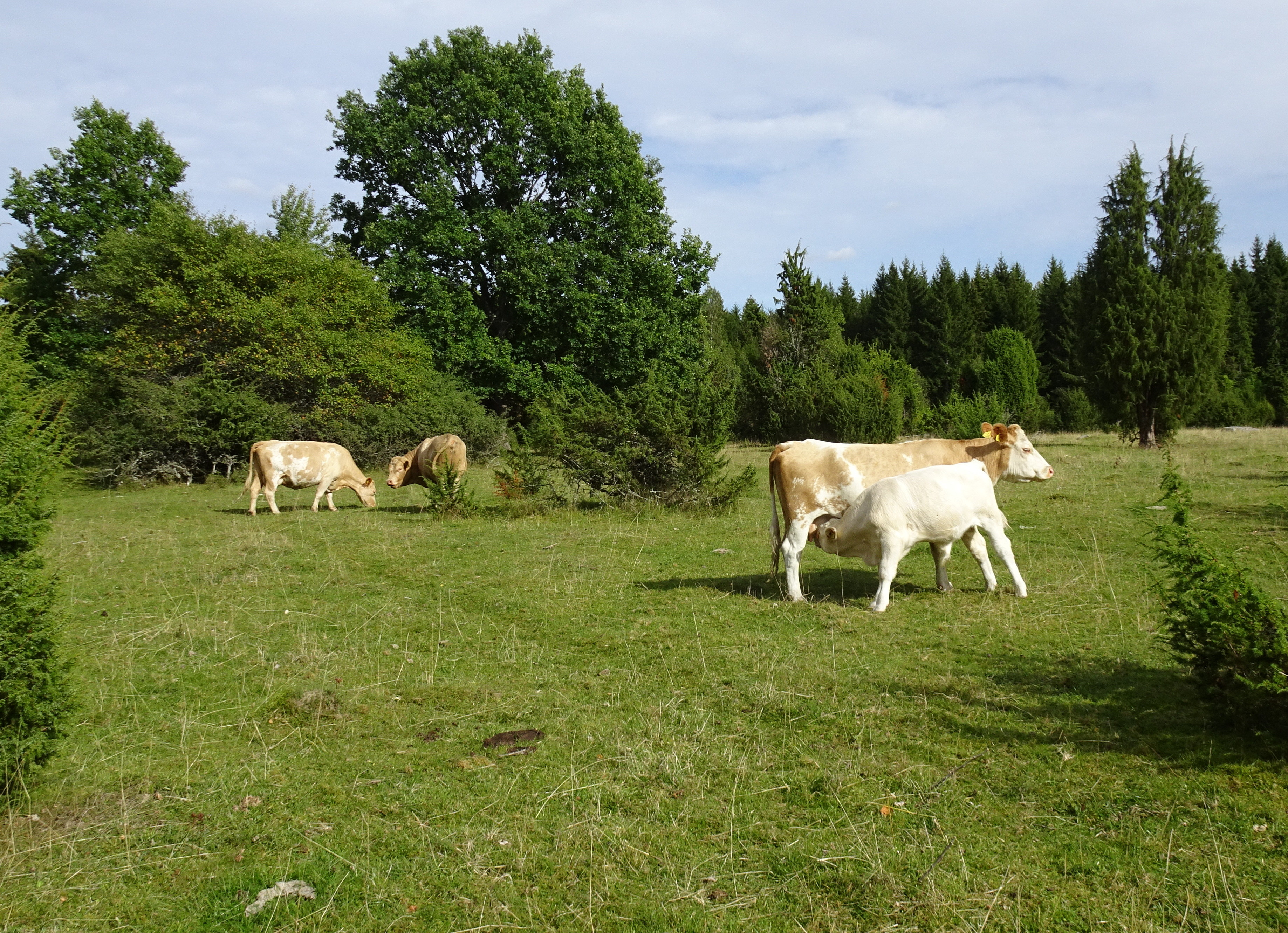
Kobete
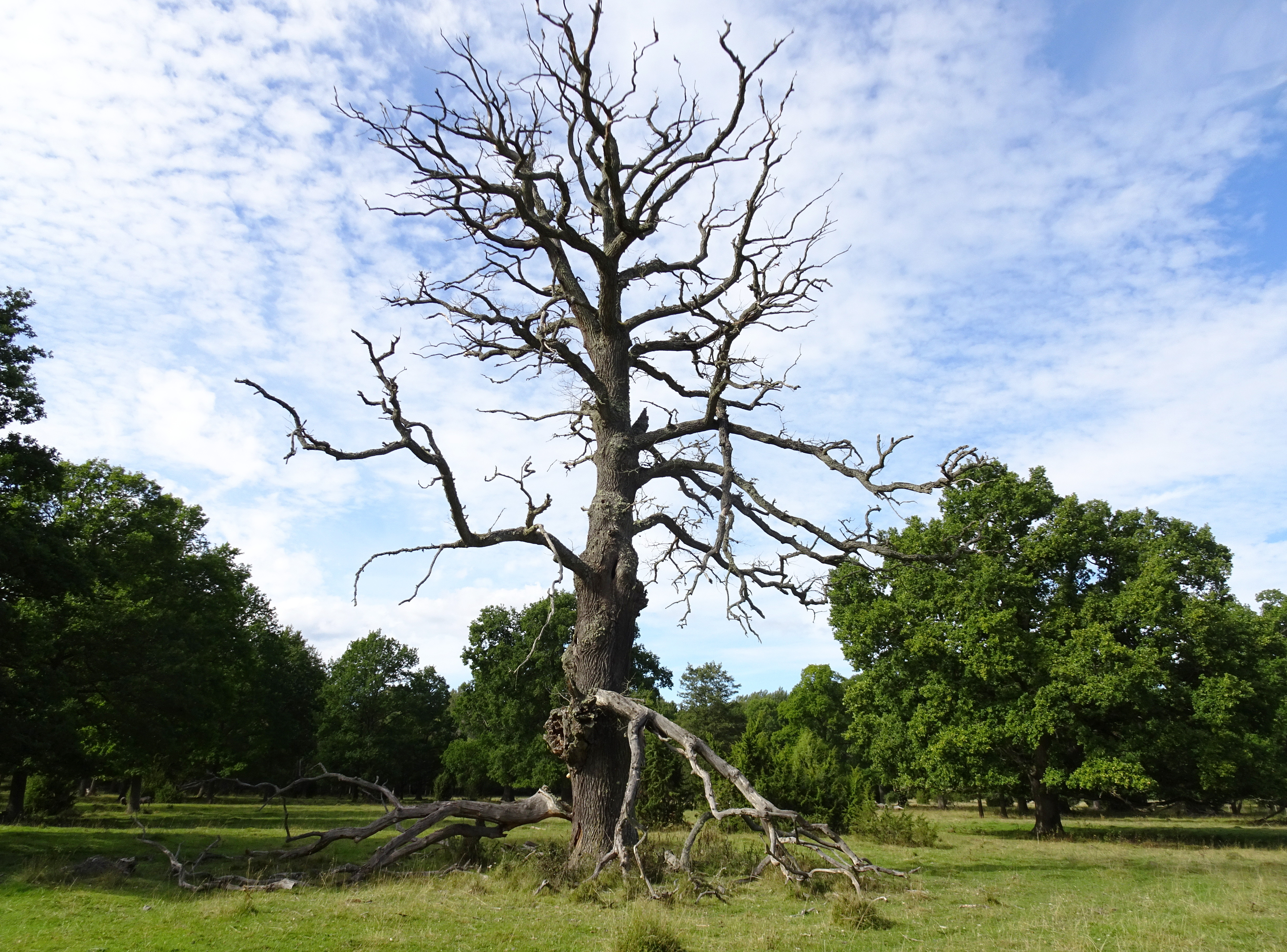
Död ek
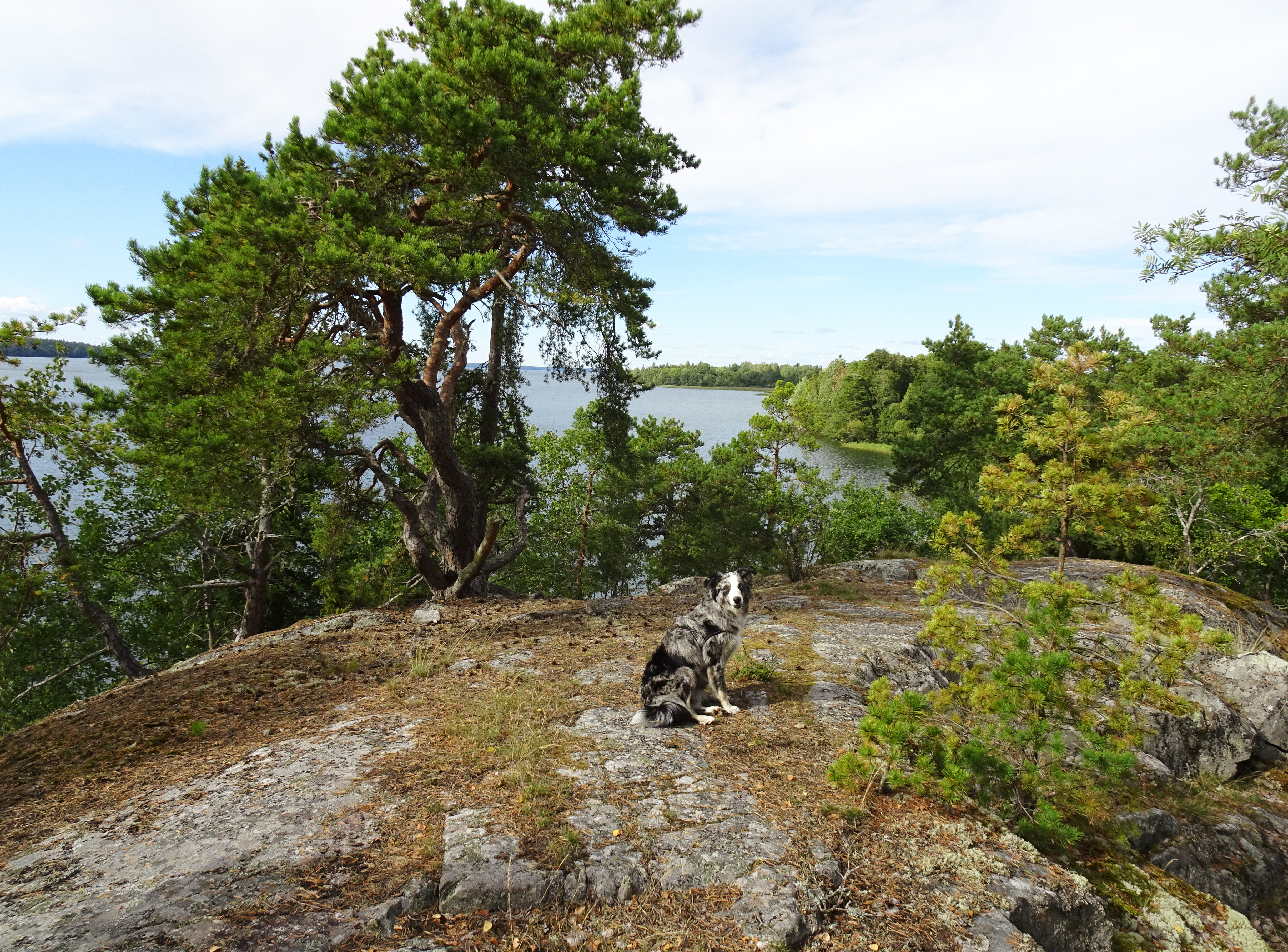
Roparhällen